# کریستین میلا
کریستین میلا (اسپانیایی: Cristian Milla‎؛ زادهٔ ۹ ژوئن ۱۹۸۴) بازیکن فوتبال اهل آرژانتین است.

## باشگاهی
از باشگاه‌هایی که در آن بازی کرده‌است می‌توان به باشگاه فوتبال آرسنال ساراندی، باشگاه فوتبال اتلتیکو هوراکان، و باشگاه فوتبال اونیورسیداد شیلی اشاره کرد.